# Delia albula
Espèce
Delia albula est une espèce d'insectes diptères brachycères de la famille des Anthomyiidae.